# José Sérgio Presti
José Sérgio Presti, conegut com a Zé Sérgio, (8 de març de 1957) és un futbolista brasiler.
Va disputar 25 partits amb la selecció del Brasil.

## Estadístiques
| Selecció del Brasil | Selecció del Brasil | Selecció del Brasil |
| Anys                | Partits             | Gols                |
| ------------------- | ------------------- | ------------------- |
| 1978                | 2                   | 0                   |
| 1979                | 6                   | 0                   |
| 1980                | 8                   | 4                   |
| 1981                | 9                   | 1                   |
| Total               | 25                  | 5                   |